# Saint-Michel-de-l'Attalaye
Saint-Michel-de-l'Attalaye (en criollo haitiano Sen Michèl Latalay) es una comuna de Haití que está situada en el distrito de Mermelada, del departamento de Artibonito.

## Historia
Fue fundada como San Miguel de la Atalaya en 1768, en los terrenos de la Estancia Marigallega, por José de Guzmán y Meléndez, vizconde de San Rafael de la Angostura, quien luego sería barón de San Miguel de la Atalaya.
En 1776 se firmó en ella, el Tratado de San Miguel de la Atalaya, entre los gobernadores de Santo Domingo y Saint-Domingue, en el cual se dispuso crear dos comisiones para elaborar una frontera entre las dos colonias tomando como referencia a los ríos Dajabón y Pedernales.
En 1782 alcanzó la población de 1.131 habitantes.
Durante la guerra de la Primera Coalición pasó a ser ocupada por Francia en 1794; al año siguiente en virtud de la Paz de Basilea, España cede sus posesiones en la isla Española a Francia.
En diciembre de 1821 y enero de 1822, Haití se anexó el centro y el nordeste de Santo Domingo, y en febrero de 1822 se anexó el este de Santo Domingo, incluyendo su capital. En febrero de 1844 se proclamó la independencia dominicana respecto a Haití, pero debido a las incursiones haitianas, el dominio dominicano sobre la ciudad no fue muy efectivo. Tras ser firmada la paz entre ambas naciones en 1874, numerosas ciudades del centro de la isla recibirían una migración haitiana; en 1936 la República Dominicana cedió formalmente la ciudad a Haití.
En 2004, después del derrocamiento del presidente Jean-Bertrand Aristide, hubo enfrentamientos armados entre varias milicias.

## Demografía
| Gráfica de evolución demográfica de Saint-Michel-de-l'Attalaye entre 2009 y 2015 |
|                                                                                  |

Los datos demográficos contemplados en este gráfico de la comuna de Saint-Michel-de-l'Attalaye son estimaciones que se han cogido de 2009 a 2015 de la página del Instituto Haitiano de Estadística e Informática (IHSI). 

## Secciones
Está formado por las secciones de:
- Platana
- Camathe
- Bas de Sault
- Lalomas
- L'Ermite
- Lacedras
- Marmont (que abarca el barrio de Marmont)
- L'Attalaye

## Economía
La economía local está basada en el cultivo de algodón, azúcar y tabaco. También es importante la explotación y extracción de cobre.

## Personas destacadas
- Réginal Goreux, futbolista.